# Justin Chatwin
Justin Chatwin (født 31. oktober 1982) er en canadisk filmskuespiller, bedst kendt for sin rolle som Tom Cruises rolles søn i den Steven Spielberg-instruerede War of the Worlds, og for sin hovedrolle i Mystery/Thrilleren The Invisible fra 2007. Hans andre filmroller inkluderer independentfilmene The Chumscrubber, SuperBabies: Baby Geniuses 2 og Taking Lives. I tillæg, har Chatwin haft adskillige fjernsynsroller, inkluderende miniserierne, Taken. Han spillede også Kevin Nealons rolles homoseksuelle søn i Showtime komedie tv-serien Weeds. I 2009 blev han castet i rollen som Goku i 20th Century Fox' live-action film Dragonball Evolution. Chatwin vil også portrættere sangskriver og musikeren Emitt Rhodes i en kommende film af sammen navn.
Chatwin blev født i Nanaimo, Britisk Columbia. Moderen var en kunster/dokumentarfilminstruktør og faderen var ingeniør. Han studerede He studied kommerz på University of British Columbia, før han begyndte som skuespiller, da det var det hans fader ønskede han skulle gøre. 

## Filmografi
| År   | Film                         | Rolle        | Andre noter        |
| ---- | ---------------------------- | ------------ | ------------------ |
| 2001 | Josie and the Pussycats      | Teenage Fan  |                    |
| 2002 | Taken                        | Clauson      | TV miniserie       |
| 2004 | Taking Lives                 | Matt Soulsby |                    |
| 2004 | SuperBabies: Baby Geniuses 2 | Zack         |                    |
| 2005 | The Chumscrubber             | Billy        |                    |
| 2005 | War of the Worlds            | Robbie       |                    |
| 2005 | Weeds                        | Josh Wilson  | TV show            |
| 2006 | Lost                         | Eddie        | TV show            |
| 2007 | The Invisible                | Nick Powell  |                    |
| 2008 | Middle of Nowhere            | Ben Pretzler | Afventer udgivelse |
| 2009 | Dragonball Evolution         | Son Goku     | 8. april 2009      |